# Katko
Katko était un cheval de course né le 2 avril 1983 et décédé le 24 janvier 2002. Il était la propriété du comte Pierre de Montesson, entrainé par Bernard Sécly et participait aux courses d'obstacles monté par Dominique Vincent puis par Jean-Yves Beaurain.
Il partage, avec Hyères III et Mid Dancer, le record du nombre de victoires dans le Grand Steeple-Chase de Paris avec trois victoires consécutives.
Il est considéré par de nombreux spécialistes, avec Al Capone II, comme le sauteur du siècle.

## Palmarès
35 courses - 20 victoires
- Grand Steeple-Chase de Paris : 1988, 1989, 1990

- Prix La Haye Jousselin : 1989

- Prix Ingré : 1988, 1989

- Prix Troytown :  1998

- Prix Murat : 1988

- Prix Héros XII : 1989

- Prix Maurice-Gillois : 1987

- Prix Ferdinand Dufaure : 1987